# Confine tra Burundi e Ruanda
Il confine tra il Burundi e il Ruanda ha una lunghezza di 315 km e va dal triplice confine con la Repubblica Democratica del Congo a ovest, fino al triplice confine con la Tanzania a est.

## Descrizione
Il confine si estende generalmente in direzione ovest-est e parte dal triplice confine con la Repubblica Democratica del Congo alla confluenza dei fiumi Ruzizi e Ruhwa. Gran parte del tracciato prosegue attraverso vari corsi d'acqua, tra i quali i più importanti sono il Kanyaru e il Kagera e attraverso due laghi, il lago Cyohoha e il lago Rweru. Utilizza inoltre una serie di tratti rettilinei tra i torrenti e termina il suo percorso al triplice confine con la Tanzania.

## Storia

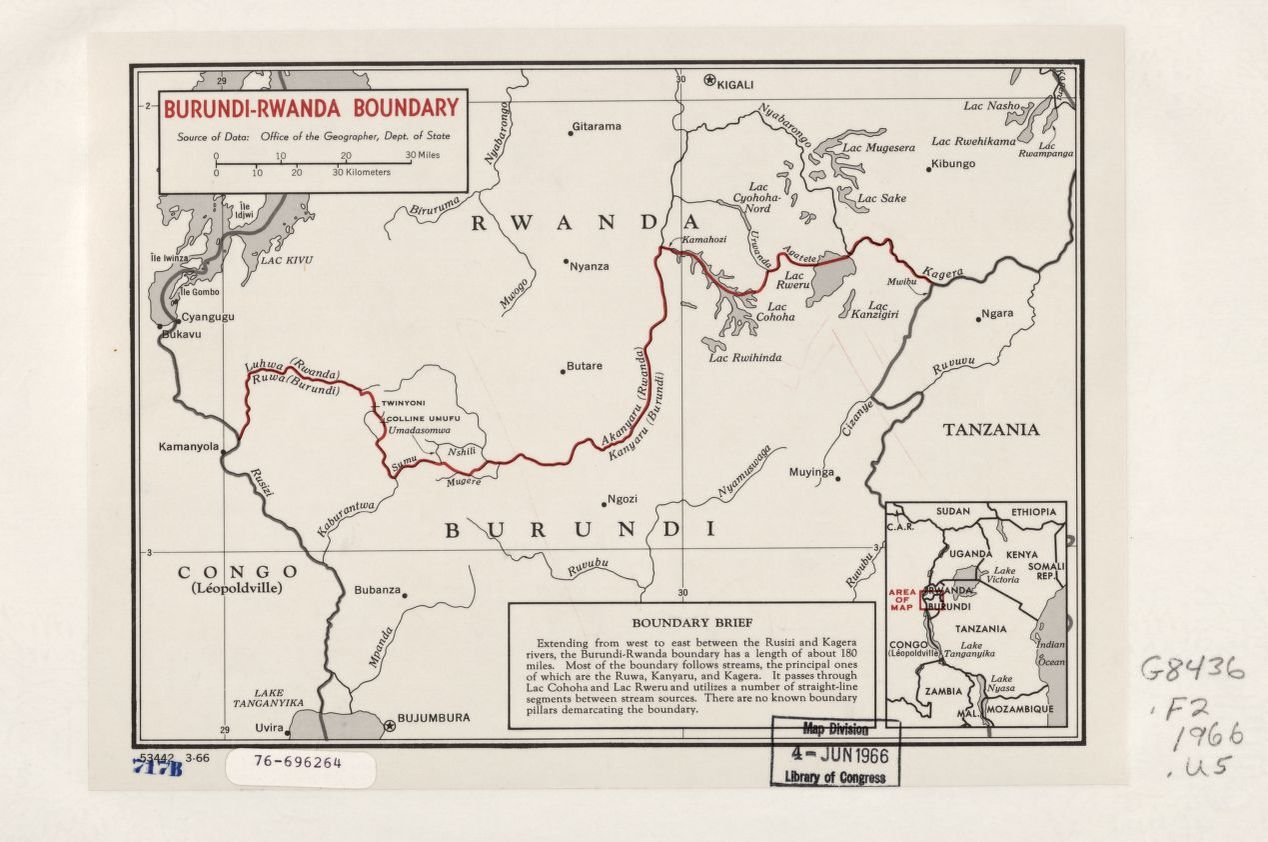
Mappa del confine tra il Burundi e il Ruanda

Tra il 1885 e la prima guerra mondiale, il Ruanda-Urundi faceva parte dell'Africa orientale tedesca insieme al Tanganica. Esisteva di fatto un confine tra gli antichi regni del Ruanda e dell'Urundi sia prima che durante l'amministrazione tedesca. Dopo la prima guerra mondiale, con la sconfitta della Germania, il Ruanda-Urundi divenne un mandato belga della Società delle Nazioni mentre il Tanganica passò sotto il mandato britannico.
Una legge belga del 21 agosto 1925 unì amministrativamente il Ruanda-Urundi con il Congo belga e dopo la seconda guerra mondiale il mandato delle due entità divenne un'amministrazione fiduciaria belga delle Nazioni Unite. La delimitazione del confine risale al 1949 tramite a un'ordinanza emanata dal vice governatore generale del Ruanda-Urundi che stabilì ufficialmente la frontiera tra le due entità dell'amministrazione fiduciaria belga.
Sia il Ruanda che l'Urundi divennero indipendenti il 1º luglio 1962, rispettivamente come Repubblica del Ruanda e Regno del Burundi e da allora il confine divenne internazionale tra due stati sovrani.
Il Belgio e la Germania stabilirono il corso del fiume Ruzizi come limite tra i rispettivi territori tramite una convenzione sottoscritta l'11 agosto 1910. Nel 1924 un protocollo tra il Belgio e il Regno Unito delineò i confini comuni tra il Tanganica e il Ruanda-Urundi. Prima della prima guerra mondiale, il triplice confine del Ruanda e dell'Urundi con il resto dell'Africa orientale tedesca era apparentemente alla confluenza dei fiumi Ruvubu e Kagera. Dopo la fine del conflitto l'area tra il Ruvubu e il Kagera, verso ovest fino all'attuale confine Burundi-Tanzania, che era stata precedentemente amministrata dall'Urundi, venne inclusa nel Tanganica.

## Dispute territoriali
Burundi e Ruanda hanno una disputa territoriale su un'area di 2 km² nella collina di Sabanerwa, un'area coltivata nella valle di Rukurazi, dove il fiume Kanyaru ha deviato il suo corso verso sud dopo le forti piogge del 1965. Una controversia territoriale simile si è verificata nella località burundese di Ruzo, nel comune di Giteranyi, nella provincia di Muyinga.  Persistono inoltre conflitti transfrontalieri tra tutsi, hutu, altri gruppi etnici, ribelli politici, bande armate e varie forze governative nella regione dei Grandi Laghi.